# Міхаловиці (Опольське воєводство)
Міхаловиці (пол. Michałowice, нім. Michelwitz) — село в Польщі, у гміні Любша Бжезького повіту Опольського воєводства.
Населення — 571 особа (2011).

## Демографія
Демографічна структура станом на 31 березня 2011 року:
|          | Загалом | Допрацездатний вік | Працездатний вік | Постпрацездатний вік |
| -------- | ------- | ------------------ | ---------------- | -------------------- |
| Чоловіки | 292     | 61                 | 212              | 19                   |
| Жінки    | 279     | 55                 | 168              | 56                   |
| Разом    | 571     | 116                | 380              | 75                   |